# 1912年逝世人物列表
1912年逝世人物列表：1月 - 2月 - 3月 - 4月 - 5月 - 6月 - 7月 - 8月 - 9月 - 10月 - 11月 - 12月
下面是1912年逝世的知名人士列表。

## 1月

### 3日
- 費利克斯·達恩，德國作家
- 羅布利·埃文斯，美國海軍上將

### 4日
- 克拉倫斯·達頓，美國地質學家

### 7日
- 索菲亞·傑克斯-布萊克，英國醫生和女權主義者

### 14日
- 撒母耳·韋特·約翰遜，英國鐵路工程師

### 16日
- 喬治·海姆，德國作家

### 28日
- 古斯塔夫·德·莫利納里，比利時經濟學家
- 埃洛伊·阿尔法罗，厄瓜多爾兩屆總統

### 29日
- 赫爾曼·邦，丹麥作家
- 第一代法夫公爵亚历山大·达夫，蘇格蘭貴族和政治家

### 30日
- 路易士·科德羅·克雷斯波，厄瓜多第14任總統

## 2月

### 4日
- 弗朗茨·赖歇尔特，奧地利出生的法國裁縫和發明家

### 9日
- 海雅辛·洛伊森，法國傳教士和神學家

### 10日
- 约瑟夫·李斯特，英國外科醫生

### 11日
- 奧古斯丁·利扎拉加，秘魯探險家和農民，馬丘比丘的發現者

### 16日
- 日本的圣尼古拉，東正教僧侶和聖人

### 17日
- 阿洛伊斯·莱克萨·冯·埃伦塔尔，外交部長（奧匈帝國）
- 埃德加·埃文斯，威爾士海軍軍官，斯科特南極探險隊成員

### 21日
- 奥斯鲍恩·雷诺，愛爾蘭物理學家

### 25日
- 丘逢甲，中國清朝官員、詩人和教育家
- 威廉四世，盧森堡大公

### 28日
- 亨利·亨德里克森，美國海軍水手
- 比爾·斯托勒，英國足球運動員和板球運動員

## 3月

### 1日
- 喬治·格羅史密斯，英國演員和漫畫作家[1]
- 路德維格·荷爾斯泰因-萊德堡，丹麥首相[2]

### 3日
- 奧斯卡·恩奎斯特，俄羅斯海軍上將

### 4日
- 奧古斯托·奧布里，義大利海軍上將和政治家

### 17日
- 安娜·菲洛索福娃，俄羅斯女權主義活動家
- 劳伦斯·奥茨，英國軍官，斯科特南極探險隊成員[3]

### 22日
- 魯傑羅·奧迪，義大利生理學家和解剖學家

### 29日
- 斯科特南極探險隊的其餘成員：
  - 亨利·羅伯遜·鮑爾斯，蘇格蘭海軍軍官[4]
  - 罗伯特·斯科特，英國海軍軍官和探險家[4]
  - 愛德華·阿德里安·威爾遜，英國醫生和博物學家[4]

### 30日
- 卡爾·梅，德國作家[5]

### 31日
- 羅伯特·洛夫·泰勒，美國國會議員、參議員和田納西州州長

## 4月

### 3日
- 卡爾佈雷思·佩里·羅傑斯，美國航空先驅，在飛機事故中

### 6日
- 喬瓦尼·帕斯科利，義大利詩人

### 10日
- 加布里埃爾·莫諾，法國歷史學家

### 12日
- 克拉拉·巴頓，美國護士
- 弗雷德里克·登特·格蘭特，美國士兵和政治家

### 13日
- 石川啄木，日本作家

### 14日
- 亨利·布里松，法國政治家

### 15日
- 鐵達尼號沉沒事故中的1,517名受害者

### 18日
- 瑪莎·里普利，美國醫生和女權主義者

### 19日
- 派翠西奧·埃斯科瓦爾，巴拉圭第9任總統

### 20日
- 布莱姆·斯托克，愛爾蘭作家（德古拉）

## 5月

### 4日
- 内蒂·史蒂文斯，美國遺傳學家，因發現性染色體而受到讚譽

### 5日
- 拉斐爾·龐博，哥倫比亞詩人

### 14日
- 弗雷德里克八世，丹麥國王
- 奥古斯特·斯特林堡，瑞典劇作家和畫家

### 19日
- 马塞利诺·梅嫩德斯·佩拉约，西班牙歷史學家、語言學家和文學評論家

### 21日
- 朱利葉斯·沃納，德國出生的英國商人和藝術收藏家

### 25日
- 奧斯丁·萊恩·克羅瑟斯，美國政治家

### 28日
- 保罗·埃米尔·勒科克·德布瓦博德兰，法國化學家

### 30日
- 威尔伯·莱特，美國航空先驅，傷寒

## 6月

### 1日
- 菲力浦·奧林·帕梅利，美國飛行員，在飛機事故中

### 9日
- 揚·盧卡·卡拉吉亞萊，羅馬尼亞作家

### 10日
- 安東·阿斯克爾茨，斯洛維尼亞詩人

### 11日
- 萊昂·迪爾克斯，法國詩人

### 12日
- 弗雷德里克·帕西，法國經濟學家，諾貝爾和平獎獲得者

### 16日
- 湯瑪斯·波洛克·安舒茨，美國畫家

### 24日
- 喬治·懷特，英國陸軍元帥

### 25日
- 勞倫斯·阿爾瑪-塔德瑪，荷蘭出生的英國畫家，卒於德國
- 路易士-約瑟夫·安托萬，比利時礦工和教派領袖
- 休伯特·萊瑟姆，法國飛行員

### 27日
- 喬治·邦納，澳大利亞板球運動員
- 弗蘭克·弗內斯，美國建築師

### 30日
- 愛德華多·布蘭科，委內瑞拉作家和政治家

## 7月

### 1日
- 哈麗特·昆比，美國飛行員

### 2日
- 湯姆·理查森，英國板球運動員

### 14日
- 貝爾·L·佩蒂格魯，美國教育家、傳教士

### 15日
- 弗朗西斯科·拉薩羅，葡萄牙馬拉松運動員（奧運會）

### 17日
- 亨利·龐加萊，法國數學家

### 30日
- 日本明治天皇
- 胡安·瓜爾韋托·岡薩雷斯，巴拉圭第11任總統

### 31日
- 艾倫·奧克塔維安·休謨，英國公務員

## 8月

### 7日
- 弗朗索瓦-阿爾方斯·福雷爾，瑞士水文學家

### 8日
- 羅斯·溫恩，美國無政府主義作家和出版商

### 13日
- 儒勒·马斯内，法國作曲家

### 20日
- 威廉·布斯，英國救世軍創始人
- 沃爾特·古德曼，英國畫家、插畫家和作家

### 25日
- 冯如，中国飞机设计师

## 9月

### 1日
- 撒母耳·柯勒律治-泰勒，非裔英國作曲家

### 5日
- 小亚瑟·麦克阿瑟，美國陸軍上將

### 6日
- 查理斯·約翰·斯坦利·高夫，英國將軍和維多利亞十字勳章獲得者

### 7日
- 馬丁·凱勒，德國神學家

### 13日
- 乃木希典，日本陆军上将

### 28日
- 弗雷德里克·理查茲，英國海軍上將

### 30日
- 弗朗西斯·阿利森，英國歌曲作曲家

## 10月

### 6日
- 奥古斯特·贝尔纳特，比利時政治家，諾貝爾和平獎獲得者
- 蘇茜·金·泰勒，非裔美國軍隊護士。黑軍的第一位護士

### 8日
- 威廉·庫赫，德國作曲家

### 24日
- 米科拉·李森科，烏克蘭作曲家

### 30日
- 詹姆斯·謝爾曼，美國第27任副總統

## 11月

### 4日
- 詹姆斯·盖尔纳德，英国历史学家

### 8日
- 杜加爾德·德拉蒙德，英國鐵路工程師

### 9日
- 夏洛特·格雷，英國教育家和節制傳教士

### 10日
- 路易士·西爾，加拿大大力士

### 11日
- 威廉·懷特·米勒，愛爾蘭裔加拿大商人

### 12日
- 何塞·卡納萊哈斯，西班牙首相（遇刺身亡）

### 17日
- 理查·諾曼·肖，英國建築師

### 26日
- 君士坦丁堡牧首約阿希姆三世

## 12月

### 12日
- 柳特波德，巴伐利亞王國的攝政王

### 13日
- 維塔爾·阿扎，西班牙劇作家

### 14日
- 貝爾格雷夫·愛德華·薩頓·尼尼斯，英國探險家和軍官

### 15日
- 湯瑪斯·查理斯·斯坎倫，南非政治家，開普殖民地總理

### 18日
- 威廉·麥肯德里·卡爾頓，美國詩人

### 23日
- 奧托·舍滕薩克，德國人類學家

### 29日
- 菲力浦·庫珀，美國海軍上將